# وستپورت (اکلاهما)
وستپورت(به انگلیسی: Westport) شهرکی در ایالت اکلاهما کشور ایالات متحده آمریکا است که جمعیت آن در سرشماری سال ۲۰۱۰ میلادی، ۲۹۸ نفر بوده‌است.